# 1361 Leuschneria
1361 Leuschneria è un asteroide della fascia principale del diametro medio di circa 30,25 km. Scoperto nel 1935, presenta un'orbita caratterizzata da un semiasse maggiore pari a 3,0852868 UA e da un'eccentricità di 0,1246152, inclinata di 21,58138° rispetto all'eclittica.
L'asteroide è dedicato ad Armin Otto Leuschner, direttore dell'osservatorio astronomico dell'Università della California a Berkeley.